# Adi Havewala
Adi Havewala (ur. w 1917, zm. 31 stycznia 2001 w Mumbaju) – indyjski kolarz, olimpijczyk.
Wziął udział w Letnich Igrzyskach Olimpijskich 1948. Wystartował w konkurencji 4 km na dochodzenie drużynowo (Indie odpadły w eliminacjach).